# Bicyclus maesseni
Bicyclus maesseni är en fjärilsart som beskrevs av Condamin 1970. Bicyclus maesseni ingår i släktet Bicyclus och familjen praktfjärilar. Inga underarter finns listade i Catalogue of Life.